# ははじま丸 (2代)
2代目ははじま丸（ははじままる、Hahajima Maru）は、伊豆諸島開発が運航していた貨客船。小笠原諸島の父島と母島を結ぶ航路に就航していた。

## 概要
初代「ははじま丸」の代船として1991年に就航した。本船の就航により、初代「ははじま丸」は「第2ははじま丸」となり、本船のドック入りの際の代船として数年間運航されたが、老朽化のため引退、共通予備船として1998年に「ゆり丸」が建造された。
横揺れ防止のフィンスタビライザーを装備し、父島 - 母島間の所要時間は2時間10分と、初代「ははじま丸」の2時間20分よりも短縮された。「おがさわら丸」が父島に入出港する日は連絡船としての役割を持ち、運航時刻も連絡するように設定されていた。また、1日の間に父島と母島を往復する場合は、天候によっては母島出港時刻が予定より早まる場合があった。乗船券は入出港の各待合所のみで発売されており、事前予約もできなかった。客室は1等と2等が用意されていた。
2016年7月1日の運航を最後に3代目「ははじま丸」と交代した。

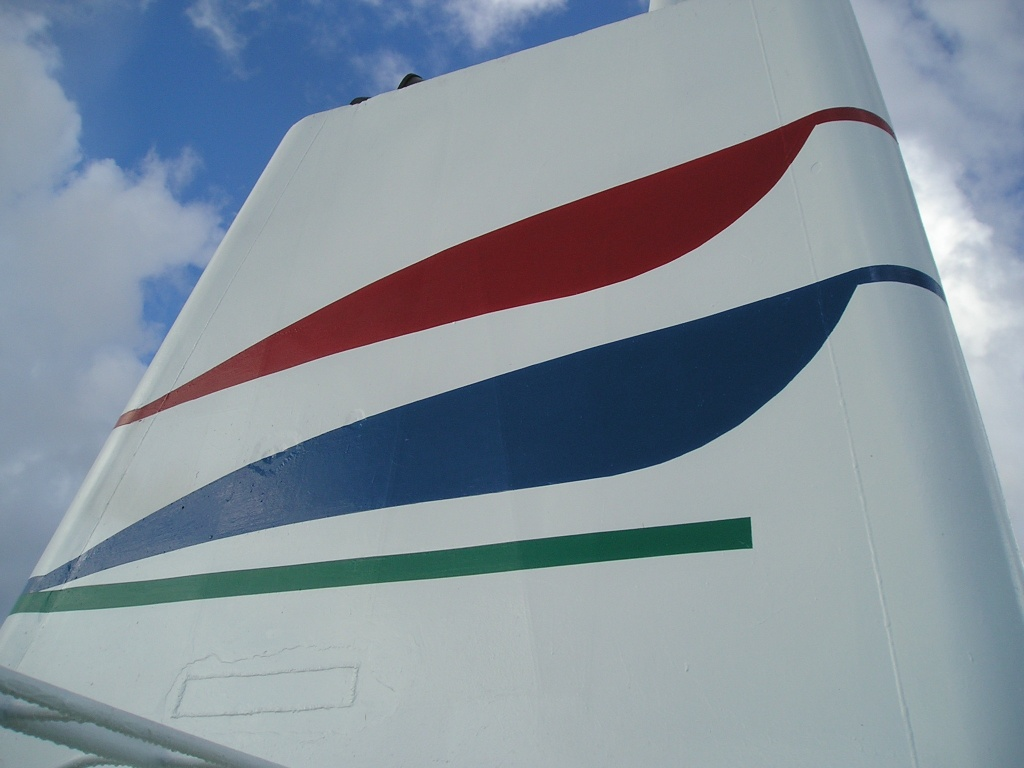
ファンネルマーク